# Sarah Carli
Sarah Carli (* 5. September 1994 in Wollongong) ist eine australische Hürdenläuferin, die sich auf den 400-Meter-Hürdenlauf spezialisiert hat. 2022 und 2024 wurde sie über diese Distanz Ozeanienmeisterin.

## Sportliche Laufbahn
Erste internationale Erfahrungen sammelte Sarah Carli im Jahr 2011, als sie bei den Jugendweltmeisterschaften nahe Lille in 58,05 s die Silbermedaille über 400 m Hürden gewann. 2019 gewann sie bei den Ozeanienmeisterschaften in Townsville in 56,72 s die Silbermedaille hinter ihrer Landsfrau Sara Klein und startete anschließend bei den Weltmeisterschaften in Doha und schied dort mit neuer Bestleistung von  55,43 s im Halbfinale aus. 2021 nahm sie an den Olympischen Sommerspielen in Tokio teil und kam dort mit Saisonbestleistung von 56,93 s nicht über die erste Runde hinaus. 2022 siegte sie in 55,98 s bei den Ozeanienmeisterschaften in Mackay und sicherte sich in der 4-mal-400-Meter-Staffel in 3:37,62 min gemeinsam mit Jessica Thornton, Jasmin Guthrie und Helen Pretorius die Silbermedaille hinter dem neuseeländischen Team. Anschließend siegte sie in 55,66 s beim Meeting International d’Athlétisme de la Province de Liège und schied dann bei den Weltmeisterschaften in Eugene mit 55,57 s im Halbfinale aus. Daraufhin wurde sie bei den Commonwealth Games in Birmingham in 55,82 s Sechste.
2023 siegte sie in 56,09 s beim Brisbane Track Classic und schied bei den Weltmeisterschaften in Budapest mit 55,76 s in der ersten Runde aus. 2024 konnte sie bei den Ozeanienmeisterschaften in Suva mit einer Zeit von 56,52 s erneut Gold im 400-Meter-Hürdenlauf holen. Anschließend schied sie bei den Olympischen Sommerspielen in Paris mit 55,12 s in der Hoffnungsrunde aus.
In den Jahren von 2022 bis 2024 wurde Carli australische Meisterin im 400-Meter-Hürdenlauf.

## Persönliche Bestleistungen
- 400 Meter: 52,90 s, 9. April 2022 in Brisbane
- 400 m Hürden: 54,66 s, 13. Juni 2023 in Turku